# Фрейзер, Венди
Венди Катрина Фрейзер (в замужестве — Джастис; англ. Wendy Katrina Fraser (Justice); род. 23 апреля 1963, Букоба) — шотландская и британская хоккеистка на траве, полевой игрок. Бронзовый призёр летних Олимпийских игр 1992 года, участница летних Олимпийских игр 1988 года.

## Биография
Венди Фрейзер родилась 23 апреля 1963 года в танганьикском городе Букоба (сейчас в Танзании).
Играла в хоккей на траве за «Вестерн Глазго».
В 1986 году в составе женской сборной Шотландии выступала на чемпионате мира в Лондоне, где шотландки заняли 10-е место. Забила 1 мяч. 
Дважды участвовала в чемпионатах Европы: в 1987 году в Лондоне и в 1995 году в Амстелвене, где шотландки оба раза заняли 6-е место.
В 1988 году вошла в состав женской сборной Великобритании по хоккею на траве на летних Олимпийских играх в Сеуле, занявшей 4-е место. Играла в поле, провела 5 матчей, мячей не забивала.
В 1992 году вошла в состав женской сборной Великобритании по хоккею на траве на летних Олимпийских играх в Барселоне и завоевала бронзовую медаль. Играла в поле, провела 5 матчей, мячей не забивала.
После окончания игровой карьеры стала тренером. Тренировала сборную университета Глазго.